# Mastr'Impicca
Mastr'Impicca è una fiaba sui generis di Vittorio Imbriani del 1874.

## Trama
Il Re di Scaricabarili Zuccone XIV mette a parte l'unica figliola, la giovane e avvenente Rosmunda, di volerla maritare per dare un successore maschio al suo regno. La giovinetta, su consiglio della fata Scarabocchiona, madrina di battesimo della principessina, persuade il padre d'indire un concorso per stabilire l'uomo degno di sposarla. Ad esso partecipano i tre Re confinanti col regno di Scaricabarili: il monarca d'Introibo Baldassarre V, il despota d'Antibo Melchiorre XVII e l'autocrate d'Exibo Guasparre I, oltre a varia umanità senz'arte né parte. Fattisi detestare dal popolo di Scaricabarili per i loro difetti fisici e morali, essendo il monarca un vecchio gobbo e sciocco, il desposta un omaccio zoppo e vigliacco, l'autocrate un giovane guercio e crudelissimo, i tre Re per paura di perdere il concorso decidono di rapire la principessa e di "dadeggiare" tra di loro chi dovesse sposarla. Per la bisogna organizzano una finta caccia nella selva di Valquerciame invitando a parteciparvi la principessa, durante la quale immobilizzano il suo seguito e fuggono con la rapita verso il regno d'Antibo. Nella colluttazione per non farsi legare, Rosmunda ferisce Guasparre I, che giura di ucciderla se dovesse vincerla lui. Intanto nella città di Scaricabarilopoli, non ricevendo notizie dei partecipanti alla caccia, il Re zuccone incarica l'eroe di guerra Sennacheribbo Esposito, un giovane ufficiale trovatello, come dice il cognome, allevato da una povera vedova, di sapere cosa sia successo e gli dà carta bianca per salvare in caso di pericolo la principessa. Il giovane ufficiale, segretamente innamorato di Rosmunda, si precipita alla ricerca degli scomparsi a capo d'un drappello di dragoni. Venuto a sapere dal seguito della principessa dell'incredibile malefatta dei tre Re e aiutato dalle arti magiche della fata Scarabocchiona, raggiunge il trio di regali mascalzoni mentre si giocano la povera Rosmunda nella taverna Al Gallo d'oro, appena dentro il territorio d'Antibo, dove i tre credevano d'essere al sicuro. Giusto in tempo, perché la vittoria aveva arriso a Guasparre I, che avrebbe messo in atto i suoi propositi di vendetta. Catturati i reali, Sennacheribbo decide d'impiccarli sul posto, per timore che consegnandoli alle autorità di Scaricabarili l'avrebbero fatta franca in grazia del titolo regale. Di ritorno a Scaricabarilopoli con la principessa, Sennacheribbo viene dapprima acclamato come liberatore, ma poi, saputo del suo triplo regicidio, viene imprigionato e accusato di attentato alla sicurezza dello Stato e di indisciplina, anche per placare le proteste dei paesi confinanti dei Re uccisi. In un memorabile processo, che sembrava segnato per il giovane dragone, l'intervento della principessa che dichiara giusta la condotta del soldato e di volerlo per sposo, e l'intervento della stessa fata Scarabocchiona, cosa mai vista in un tribunale, che illustra come l'ufficiale aveva agito sotto i suoi incantesimi e in certo modo in uno stato alterato di volontà, Sennacheribbo viene assolto e quindi dato in sposo alla bella Rosmunda. E da allora il nuovo Re si ebbe il titolo ufficiale di Vindice e il soprannome popolare di Mastr'Impicca.

## Stile
Il Mastr'Impicca è un virtuoso esercizio di satira foggiato in forma di racconto popolare fantastico, di cui Imbriani era attento studioso e raccoglitore di testi. Esso deborda da ogni lato dallo schema fiabesco, che pure viene esattamente rispettato negli eventi e nei personaggi principali. Un uso sapiente della norma e della trasgressione della struttura fiabesca guida la mano dell'autore, sicché la norma convoglia in sottofondo, senza che prenda mai il sopravvento sul resto, l'assunto imbrianesco della necessità d'uno Stato forte e della pena capitale, mentre la trasgressione, il continuo debordare dallo schema, la digressione descrittiva di avvenimenti accessori alla fiaba permettono che spesso in primo piano vi sia la caricatura grottesca di istituzioni e personaggi imbelli, contrari all'ideale di società dell'autore, in cui è trasparente riconoscere i malcostumi e i malvezzi degli uomini e delle istituzioni italiane del tempo. Questa abilità narrativa permette che l'autore allunghi a dismisura la dimensione regolarmente corta della fiaba, mantenendo la piena godibilità della lettura per mezzo di scenette e quadretti di vita sociale e istituzionale sprizzanti comicità di quel fin troppo realistico paese di fiaba. La lingua e lo stile dello scritto a loro volta contribuiscono a questo manifestarsi prorompente del ridicolo, con continue fughe nel significante nei momenti più drammatici del racconto per mezzo di intere elencazioni sinonimiche e di esaustive variazioni suffissali d'una sola parola (fino al virtuosismo delle tante varianti della parola “mosca”), o ancora con la frequente ripetizione di frasi a mo' di tormentone, come nell'uso dell'informazione statistica degli abitanti e del territorio di Scaricabarili che il lettore si trova sotto gli occhi nei momenti più impensati. Ma questi sono solo gli espedienti più vistosi d'un tessuto linguistico che fa del mescolamento degli stili e dei registri, della “mescidanza”, per usare un termine caro all'autore, la paradossale norma del suo scrivere. Tutte le sfumature del comico può permettersi l'Imbriani, dall'ironia, al sarcasmo feroce, fino al puro grottesco, ma la regola della fiaba, col lieto fine di prammatica dell'eroe, qui sta il motivo ideologico dell'uso d'un modello così particolare a fine di satira, permette in ultimo di ristabilire l'ordine e la serietà dell'idea imbrianesca di Stato e di uomini che devono guidarlo, al di fuori e sopra qualunque deformazione lo Stato fiabesco di Scaricabarili e in controluce quello reale d'Italia possa subire.

## Edizioni
- Vittorio Imbriani, Il Vivicomburio e altre novelle, a cura di A. Palermo, Firenze, Vallecchi, 1972
- AA. VV., La bottega dello stregone (Cent'anni di fiabe italiane), a cura di E. Ghidetti e L. Lattarulo, Roma, Editori Riuniti, 1985
- Vittorio Imbriani, Mastr'Impicca, a cura di L. Sasso, Milano, Costa & Nolan,  1988
- Vittorio Imbriani, Racconti e Prose (1877-1886), a c. di F. Pusterla, Parma, Fondazione Pietro Bembo-Guanda, 1994.